# Cheiloclinium habropodum
Cheiloclinium habropodum är en benvedsväxtart som beskrevs av Albert Charles Smith. Cheiloclinium habropodum ingår i släktet Cheiloclinium och familjen Celastraceae. Inga underarter finns listade.